# Мухаммед Аман (футболист)
Мухаммед Аман аль-Джахдали (араб. محمد أمان‎, 8 сентября 1988, Джидда) — саудовский футболист, защитник клуба «Аль-Ахли» из Джидды.

## Клубная карьера
Мухаммед Аман начинал свою карьеру футболиста в клубе «Джидда» из своего родного города. В 2009 году он стал игроком «Аль-Ахли» из Джидды. 23 октября 2009 года он дебютировал в главной лиге страны, выйдя в основном составе в гостевом поединке против «Аль-Кадисии». Мухаммед Аман провёл ещё несколько матчей в чемпионате, а сезон 2010/11 на правах аренды отыграл за «Аль-Кадисию», где стал футболистом основного состава. Сезон 2011/12, также будучи в аренде, он провёл за «Аль-Таавун». 5 января 2012 года Мухаммед Аман забил свой первый гол в Про-лиге, сократив отставание в счёте в гостевой игре с «Хаджером».
Летом 2012 года Мухаммед Аман вернулся в «Аль-Ахли».

## Достижения
«Аль-Ахли»
- Чемпион Саудовской Аравии (1): 2015/16
- Обладатель Кубка наследного принца Саудовской Аравии (1): 2014/15
- Обладатель Саудовского кубка чемпионов (1): 2016
- Обладатель Суперкубка Саудовской Аравии (1): 2016